# Umowa przewozu
Umowa przewozu – umowa polegająca na tym, że jedna z jej stron – przewoźnik – zobowiązuje się do przewiezienia osób lub rzeczy w ramach działalności własnego przedsiębiorstwa, druga strona – do zapłaty w zamian za to wynagrodzenia.
Należy do kategorii umów o świadczenie usług; jej celem jest dowiezienie osoby lub rzeczy do miejsca przeznaczenia w określonym czasie.
W sytuacjach, gdy przewóz jest dodatkiem do innego świadczenia, mającego charakter zasadniczy, może być tylko dodatkowym zastrzeżeniem w ramach umowy podstawowej.

## Charakter prawny
Umowa przewozu jest umową dwustronnie zobowiązującą, kauzalną, wzajemną i odpłatną. Umowa, na podstawie której czynności przewozowe są wykonane przez przewoźnika bezpłatnie, nie jest umową przewozu, jednak w myśl ustawy Prawo przewozowe stosuje się jej przepisy odpowiednio. Przy przewozie nieodpłatnym wykonanym przez osobę niemającą statusu przewoźnika stosuje się wówczas odpowiednio przepisy o umowie zlecenia.
Jest przykładem kontraktu typowego i adhezyjnego (masowy charakter, brak możliwości indywidualnego kształtowania umowy). Ograniczenia swobody kształtowania treści umowy przewozu spowodowały rozwój m.in. umowy czarteru.
Przewoźnik może wydawać regulaminy – w razie jednak sprzeczności umowy z regulaminem strony są związane umową. Wspomniane regulaminy:
- wydawane przez przewoźnika określają warunki obsługi podróżnych, odprawy oraz przewozu osób i rzeczy,
- wydawane przez przewoźnika lotniczego określają typowe warunki przewozu lotniczego pasażerów, bagażu i towarów.

Operator pocztowy wydaje regulaminy świadczenia usług pocztowych oraz świadczenia powszechnych usług pocztowych.
W świetle przepisów Kodeksu cywilnego umowa przewozu ma charakter konsensualny; w wyniku nowelizacji Prawa przewozowego w 1994 roku przesądzono realny charakter kontraktu przy przesyłkach towarowych i bagażowych, przesądzając realny charakter kontraktu. Umowa przesyłki pocztowej w Prawie pocztowym została uregulowana jako umowa realna.
Dawniej uważano umowy przewozu za umowy formalne (miały charakteryzować się koniecznością umieszczenia w dokumencie wymaganych przy jej zawarciu wszystkich postanowień umowy). W Kodeksie cywilnym (art. 780 § 1) wystawienie listu przewozowego ma charakter fakultatywny; obowiązek wystawienia listu przewozowego przewidziany w ustawie Prawo przewozowe z 1984 roku został zniesiony nowelizacją z 1994, która zobowiązywała nadawcę do dostarczenia przewoźnikowi informacji niezbędnych do prawidłowego wykonania przewozu albo w formie listu przewozowego, albo w inny przyjęty sposób.
W umowie przewozu występuje czasami osoba trzecia, na rzecz której świadczenie przewozowe jest wykonywane:
- w transporcie osobowym – gdy stroną umowy jest organizator przewozu (np. biuro podróży), a pasażer bezpośrednio korzysta z usług przewozowych,
- w transporcie towarowym – gdy nadawca przy zawieraniu umowy wskazuje adresata, do rąk którego przewoźnik zobowiązany jest po dokonaniu przewozu dostarczyć przesyłkę.

W doktrynie ten rodzaj kontraktu uważa się za specyficzny rodzaj umowy na rzecz osoby trzeciej. Jest specyficzny, gdyż:
- powstanie prawa odbiorcy do odbioru przesyłki powstaje z chwilą przybycia jej do miejsca przeznaczenia,
- istnieje możliwość nałożenia na odbiorcę pewnych obowiązków w sytuacji, gdy wstąpi w umowę przewozu,
- istnieje konkretny adresat (przewoźnik) oświadczenia woli o skorzystaniu z prawa do odbioru przesyłki.

Z tego powodu nie ma potrzeby odwoływania się do uregulowań regulacji umowy na rzecz osoby trzeciej ujętej w Kodeksie cywilnym.

## Treść
Elementami przedmiotowo istotnymi umowy przewozu są oznaczenia:
- trasy przewozu – obejmuje oznaczenie jedynie punktu początkowego i końcowego[2],
- wynagrodzenia przewoźnika – uzależnione jest głównie od uzgodnionej trasy przewozu,
- przedmiotu przewozu – Kodeks cywilny (art. 774) obejmuje tym pojęciem i ludzi, i rzeczy.

Treść umowy zawiera także elementy nieistotne (naturalia negotii) i podmiotowo istotne (accidentalia negotii)

## Strony umowy
Przewoźnik – jest nim tylko taki podmiot, który prowadzi działalność transportową w formie przedsiębiorstwa. Z tego powodu umowa przewozu jest umową kwalifikowaną – tj. taką, która może być zawierana tylko przez profesjonalistę (osobę stale, zawodowo i zarobkowo trudniącą się tego daną działalnością). Nie jest istotny z punktu widzenia umowy przewozu tytuł prawny przewoźnika do środka transportu – wystarczy, aby był posiadaczem zależnym.
Istotnym znamieniem czynności podejmowanych przez przewoźnika jest kierownictwo procesem przemieszczania się środka transportowego.
Istnieją sytuacje, w których można wyróżnić istnienie przewoźnika faktycznego (podwykonawcy) i przewoźnika umownego. Między obydwoma przewoźnikami istnieje stosunek zobowiązaniowy, uzasadniając powstanie tzw. roszczeń regresowych.
Wykonywanie przewozu przez kilku następujących po sobie przewoźników (tej samej lub różnej gałęzi transportu) na podstawie jednej umowy i jednego dokumentu przewozowego (w transporcie towarowym – bezpośredni list przewozowy) jest możliwe – w takiej sytuacji wszyscy przewoźnicy (przewoźnicy sukcesywni) nawiązują stosunek prawny z klientem. Ich odpowiedzialność jest solidarna, chyba że jeden z nich udowodni, że szkoda nie powstała w czasie wykonywania przez niego transportu.

## Zawarcie umowy
Najpopularniejszy jest wariant, polegający na złożeniu oferty i jej przyjęciu. Ostatnio jednak wzrasta znaczenia innych sposobów zawarcia umowy, a mianowicie przetarg i negocjacje.

## Obowiązek kontraktowania
Od średniowiecza przewóz pocztowy był traktowany jako pewnego rodzaju kategoria służby publicznej. Na przewoźnika świadczącego usługi w komunikacji publicznej jest nałożony cywilnoprawny obowiązek zawierania umów. Obowiązek kontraktowania jest ujęty w Prawie przewozowym, Prawie lotniczym i Prawie pocztowym.
Prawo przewozowe wymienia sytuacje, w których przewoźnik jest zwolniony z obowiązku zawarcia umowy przewozu – są to:
- okoliczności uniemożliwiające przewóz, których przewoźnik nie mógł uniknąć ani zapobiec ich skutkom (siła wyższa),
- klient nie zastosował się do przepisów przewozowych,
- ze względu na przedmiot przewozu przewoźnik nie miał możliwości jego wykonania przy użyciu posiadanych środków i urządzeń transportowych (chodzi głównie o brak środków transportowych posiadających odpowiednią liczbę miejsc lub przestrzeni ładownej).

Podobnie ograniczenia tego obowiązku przewidują Prawo lotnicze i Prawo pocztowe.
Istnieje też swoisty zakaz zawierania umów ze względu na potrzeby obronności lub bezpieczeństwa państwa bądź w razie klęski żywiołowej. Od obowiązku zwalniają też nieprzewidziane okoliczności ekonomiczne.
W myśl Prawa przewozowego (nowelizacja z 1998 roku) minister właściwy w sprawach transportu indywidualnego i konkretnego może nałożyć obowiązek zawarcia umowy o wykonanie zadania przewozowego, jeżeli jest to niezbędne ze względu na potrzeby obronności lub bezpieczeństwa kraju, a także w razie wystąpienia stanu klęski żywiołowej (przy tej ostatniej taki sam obowiązek może nałożyć wójt, burmistrze, starosta lub marszałek województwa). Organ nakładający ten obowiązek zobowiązany jest do zapewnienia przewoźnikowi niezbędnych środków finansowych do wykonania zadania.

## Odpowiedzialność przewoźnika
Jest zróżnicowana według kryterium przedmiotu przewozu i typu chronionego dobra. W transporcie osobowym podstawowym dobrem jest życie i zdrowie podróżnego, w towarowym stan (integralność) przesyłki; w obydwu przypadkach dobrem chronionym jest terminowość (punktualność) wykonania przewozu.